# Sztos (określenie)
Sztos – określenie w języku polskim, występujące w socjolekcie młodzieżowym, gdzie oznacza „coś fajnego, niesamowitego, fantastycznego”. Słowo to funkcjonuje również w kilku innych znaczeniach: używane jest m.in. jako slangowe określenie stosunku płciowego lub szkolnej oceny celującej.

## Pochodzenie i obecność w słownikach
Wyraz stanowi zapożyczenie z języka niemieckiego, w którym miał formę Stoß. Pierwotne niemieckojęzyczne znaczenie to „pchnięcie, uderzenie”. W XIX wieku polską nazwą sztos (ang. stuss lub stoss, ros. штос) nazywano jedną z odmian faraona, hazardowej gry karcianej. Na początku XX wieku wyraz „sztos” funkcjonował w żargonie przestępców i graczy; w sztosa grywano nielegalnie w Warszawie w latach 20. XX wieku.
Słowo to zostało odnotowane w Słowniku języka polskiego Witolda Doroszewskiego wydawanym w latach 1955–1969, który podał, że w bilardzie oznaczało uderzenie kijem kuli bilardowej, a także funkcjonowało jako wulgarne określenie stosunku płciowego. W 2. połowie XX wieku nie było jednak w powszechnym obiegu. W latach 90. przypomniane zostało w tytule polskiego filmu o cinkciarzach (komedia sensacyjna Sztos, reż. Olaf Lubaszenko, 1997). Wtedy oznaczało szybkie działanie lub coś zaskakującego. Łączyło się również ze środowiskiem złodziei samochodów.
Wydany w 2002 roku Praktyczny słownik języka polskiego odnotowuje słowo „sztos” jako jeden z potocznych synonimów aktu płciowego. W 2013 roku dziennik „Rzeczpospolita” zwrócił uwagę, że wraz z powstaniem filmu Sztos 2 (2012), słowo nabrało nowych znaczeń, jednak jedno z nich zostało zachowane: stosunek seksualny z prostytutką.
Według redakcji PWN rosnąca popularność tego słowa widoczna była na przełomie 2014 i 2015 roku. Wydany w 2016 roku Słowniczek współczesnej gwary uczniowskiej odnotowuje słowo jako synonim do pojęcia oceny celującej uzyskanej w szkole.

## Odbiór
W 2016 roku „sztos” zwyciężył w konkursie na Młodzieżowe Słowo Roku zorganizowanym przez PWN, uzyskując 180 głosów wśród 3000 głosujących.
Redakcja PWN (2016) zwróciła uwagę na elastyczność tego wyrazu:

Słowo jest krótkie, określa coś pozytywnego i jest na tyle ogólne, że można je stosować do niemal dowolnej sytuacji. Doskonale nadaje się więc do komunikacji w internecie (często wzbogacane o takie emocje, jak: oznaczające OK lub oznaczający ogień), gdzie „sztosem” może być nowa płyta ulubionego wykonawcy, premierowy odcinek serialu czy selfie na portalu społecznościowym.

## W kulturze
Oprócz filmów Olafa Lubaszenki wyraz „sztos” znalazł również inne odniesienia w kulturze. W 2015 roku zespół hip-hopowy Dwa Sławy wydał album pod tytułem Ludzie sztosy.